# Gamig
Gamig ist ein Ortsteil der Stadt Dohna im Landkreis Sächsische Schweiz-Osterzgebirge, Sachsen. Er gehört zur Ortschaft Röhrsdorf.

## Geographie
Gamig liegt einen reichlichen Kilometer nordwestlich der Dohnaer Altstadt. Es befindet sich auf der Hochfläche zwischen Müglitz im Osten und Lockwitzbach im Westen südlich des Elbtalkessels. Der um Borthen und Röhrsdorf betriebene Obstbau prägt auch Gamig und sein unmittelbares Umland.
Angrenzende Dohnaer Ortsteile sind Gorknitz und Sürßen im Südwesten sowie Bosewitz im Nordwesten. Nächstgelegener Ort in nördlicher Richtung ist der Heidenauer Stadtteil Gommern.
Der Ortsteil Gamig besteht aus einem großen Einzelgut mit mehreren Nebengebäuden. Er liegt an der Straße von Dohna über Bosewitz nach Borthen. Die Adresse aller Häuser des Ortes lautet wegen seiner geringen Größe schlicht Gamig, ergänzt durch die jeweilige Hausnummer. In Gamig zweigt von der Straße die Gorknitzer Straße ab, die den namensgebenden Ort mit Gamig verbindet. An den ÖPNV ist Gamig durch die Buslinie B des Reisedienstes Dreßler angebunden, die im Ort eine Haltestelle hat.

## Geschichte

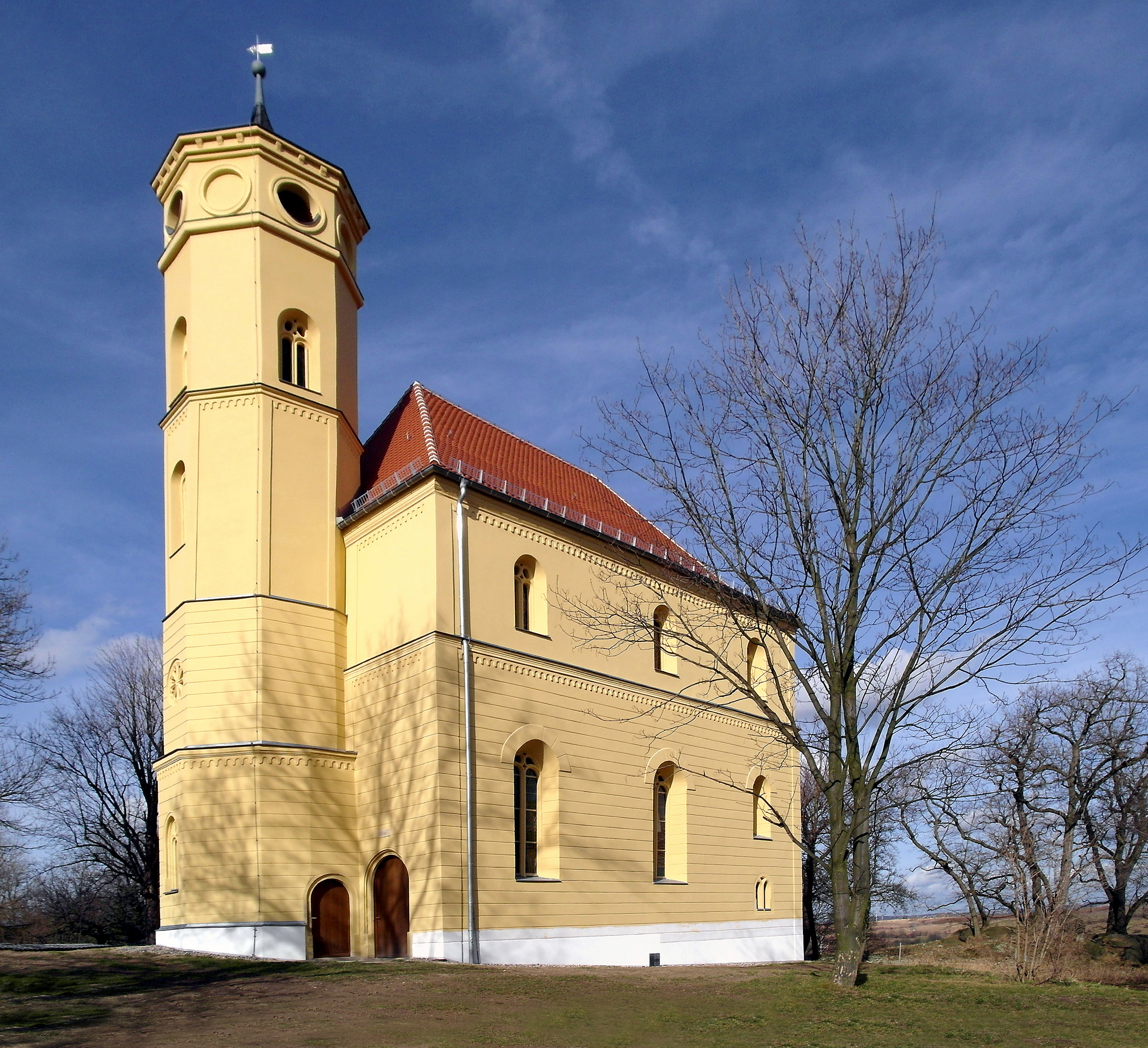
Schlosskapelle Gut Gamig, 2014

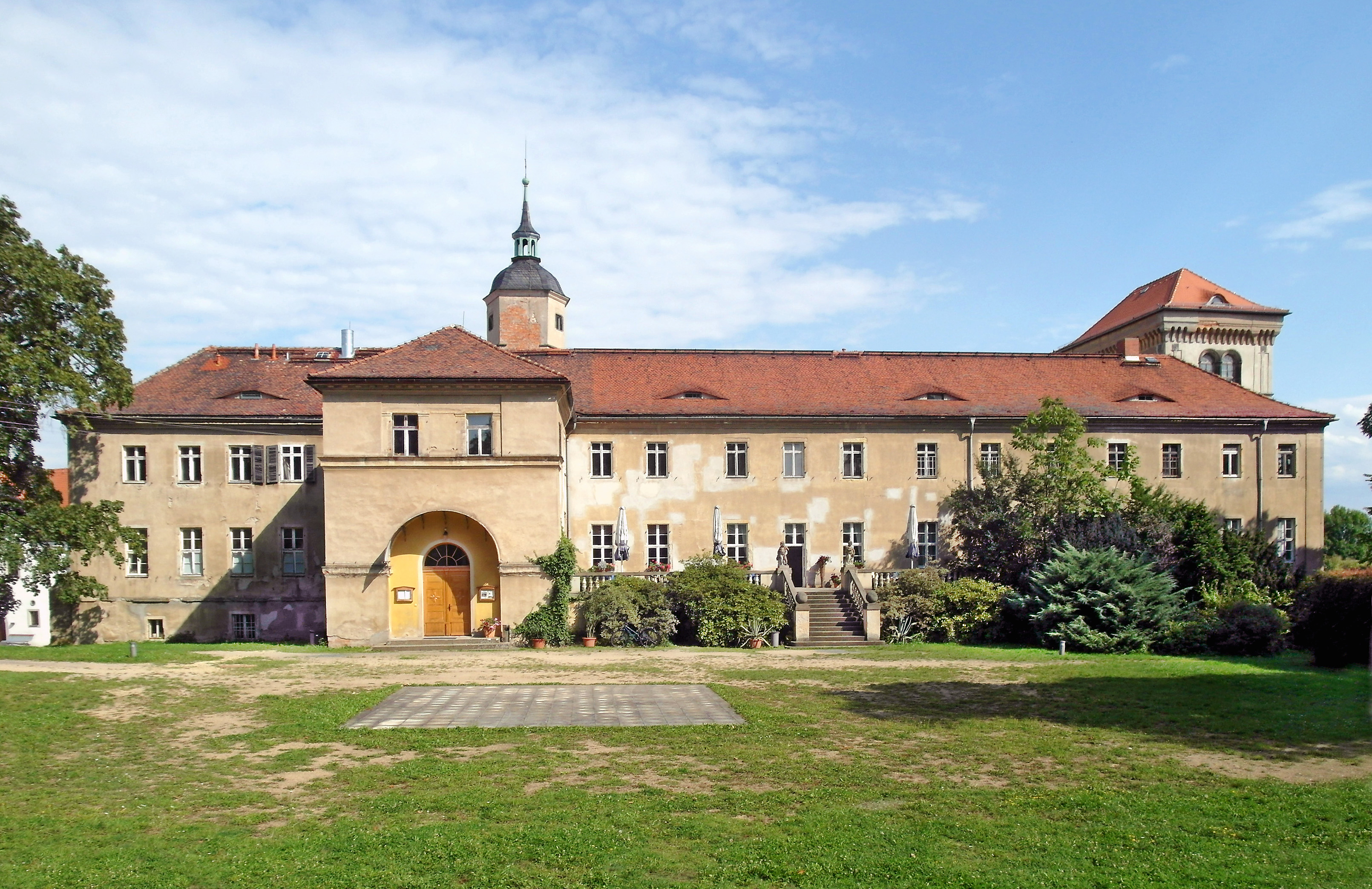
Schloss Parkseite 2014

Die Urform des aus dem Altsorbischen stammenden Ortsnamen dürfte *Kameńk gelautet haben. Der Ortsname Gamig geht somit ebenso wie z. B. Chemnitz und Kamenz auf das Wort *kameń, deutsch Stein, zurück und bedeutet somit „Siedlung in steiniger Gegend“. Die Deutung deckt sich mit der Lage des Ortes auf einer felsigen Anhöhe. Erstmals erwähnt wurde der Ort 1411 als „Kamenig“. In den folgenden Jahrhunderten waren zahlreiche weitere Schreibweisen in Gebrauch, darunter „Camegk“, „Camen“, „Kamig“, „Gamigk“ und „Gamich“.
Ungewiss ist, ob Gamig als Vorposten der Burggrafen von Dohna entstand und später zum Kloster Altzella gehörte. Belegt ist hingegen, dass 1445/47 in Gamig ein Vorwerk bestand, aus dem sich spätestens 1512 ein Rittergut entwickelt hatte. Dessen Besitzer übten die Grundherrschaft in den Dörfern der Umgebung aus, darunter in der heutigen Wüstung Blochwitz, in Bosewitz, Gommern und Meuscha sowie in den heutigen Dresdner Stadtteilen Niedersedlitz und Zschieren. Eingepfarrt war und ist Gamig nach Dohna in die Marienkirche. Im 16. Jahrhundert war das Rittergut im Besitz der Herren von Schönberg (Frauensteiner Linie). Sie ließen um 1575 das Schloss errichten. Im 17. Jahrhundert wechselten die Besitzverhältnisse häufig; zu den Gutsherren gehörten Angehörige der Geschlechter von Bärenstein, von Hofkirchen und von Hanau. Die Kapelle wurde 1656 eingeweiht.

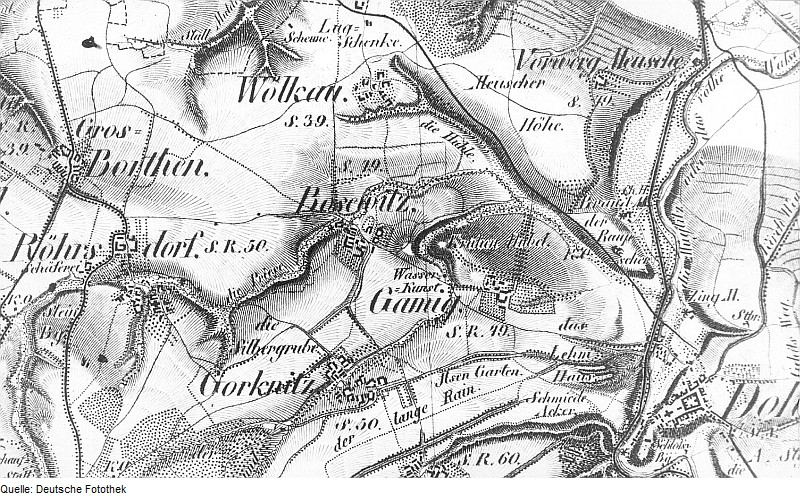
Gamig auf einer Karte aus dem frühen 19. Jahrhundert

Nach 1672 kaufte der Geheimrat von Heinicke (Hünicke) das Rittergut, das bis 1720 in Familienbesitz blieb. Zuvor war es im Besitz von Wolf Lorenz von Hofkirchen und dessen Frau, die es von ihrem Vater August von Hanau geerbt hatte. Schon in dieser Zeit war der große, im Wesentlichen noch existierende Baubestand des Gutes vorhanden. Es bestand damals aus dem zentral gelegenen Wohnhaus (heutiges Schloss), dem Brauhaus, diversen Ställen und Scheunen sowie der Kapelle. Ab 1720 unterstand das Gut für etwa ein Jahrhundert den Grafen von Bose (darunter Carl Graf von Bose), ab etwa 1830 dann den Grafen von Vitzthum. Diese ließen das Rittergut umgestalten. In den Jahren 1834/1835 entwarf der Architekt Woldemar Hermann Planungen für den Schlossumbau, ebenso wie den Wohnturm, auf dem Gut des Kammerherrn von Lüttichau. Eventuell stammen die Entwurfsskizzen des durch die Dresdner Semperoper bekannten Architekten Gottfried Semper für den heute in dessen Anlehnung als Semperturm bezeichneten Wohnturmes. Das Schloss erhielt um 1840 ein spätklassizistisches Aussehen, die Kapelle romanisierende Anklänge. Auf Grundlage der Landgemeindeordnung von 1838 erlangte Bosewitz Selbständigkeit als Landgemeinde, zu der auch der Ortsteil Gamig zählte, das somit nie als Gemeinde eigenständig war.
Die Gutsblockflur, die den Gutsweiler umgab, hatte im Jahr 1842 eine Fläche von 173 Hektar. Im Jahr 1875 hatte Gamig 66 Einwohner, 1900 gab es zehn bewohnte Gebäude und 57 Einwohner. Um 1900 erwarb der Dresdner Fabrikant Höntsch das Gut, das bis zur Enteignung 1945 im Besitz von dessen Familie blieb. Nach dem Zweiten Weltkrieg wurden Teile des Gutes abgerissen; aus dem Rittergut wurde zunächst ein Versorgungsgut der Roten Armee, dann ein Volksgut. Als Teil der Gemeinde Bosewitz wurde Gamig am 1. Juli 1950 nach Gorknitz eingemeindet und zählte mit diesem ab 1952 zum Kreis Pirna. Das VEG Obstproduktion Borthen ließ 1980 die Innenräume und den Schlosspark umgestalten. Neben dem Renaissancehaus (ehemaliger Pferdestall) wurde zu DDR-Zeiten ein Silo errichtet, der nach einem Umbau ab 1985 als Wohnturm für Auszubildende und bis zur Fertigstellung des Sozialtherapeutischen Wohnhauses „An der Kapelle“ ab Anfang 1993 als Behelfswohnheim für chronisch psychisch kranke Menschen diente. Seine Bauweise ähnelt in den äußeren Dimension dem Wohnturm am Schloss. Bis 1990 wurde das Gut Gamig konventionell landwirtschaftlich genutzt. Seit Übergang an den Verein Gut Gamig wird ein Alternativer Landbau betrieben. Heute hat Gut Gamig eine zertifizierte ökologische Land- und Tierwirtschaft nach Gäa-Richtlinien.
Die Erbengemeinschaft der Familie Höntsch trat nach der Wende von ihrem Rückübertragungsanspruch zurück. Am 4. Februar 1992 kaufte der Freistaat Sachsen die Gutsgebäude mit den 247 Hektar umfassenden Ländereien von der Treuhandanstalt und stellte den Komplex dem Verein Gut Gamig e. V. zur Verfügung. 1993 wurde durch den Freistaat Sachsen das Erbbaurecht auf 66 Jahre zugesichert. Der Verein etablierte in Gamig eine Begegnungsstätte und Rehabilitationseinrichtung zur Förderung chronisch psychisch kranke Menschen. Ende 1998 wurden die Stallgebäude bis zur Grundmauer abgerissen und bis September 2000 neu errichtet. Sie dienen jetzt als Gamiger Werkstätten und die neugeschaffenen Räumlichkeiten im Obergeschoss werden durch den Verein, die Verwaltung sowie die Ambulante Ergotherapie genutzt.

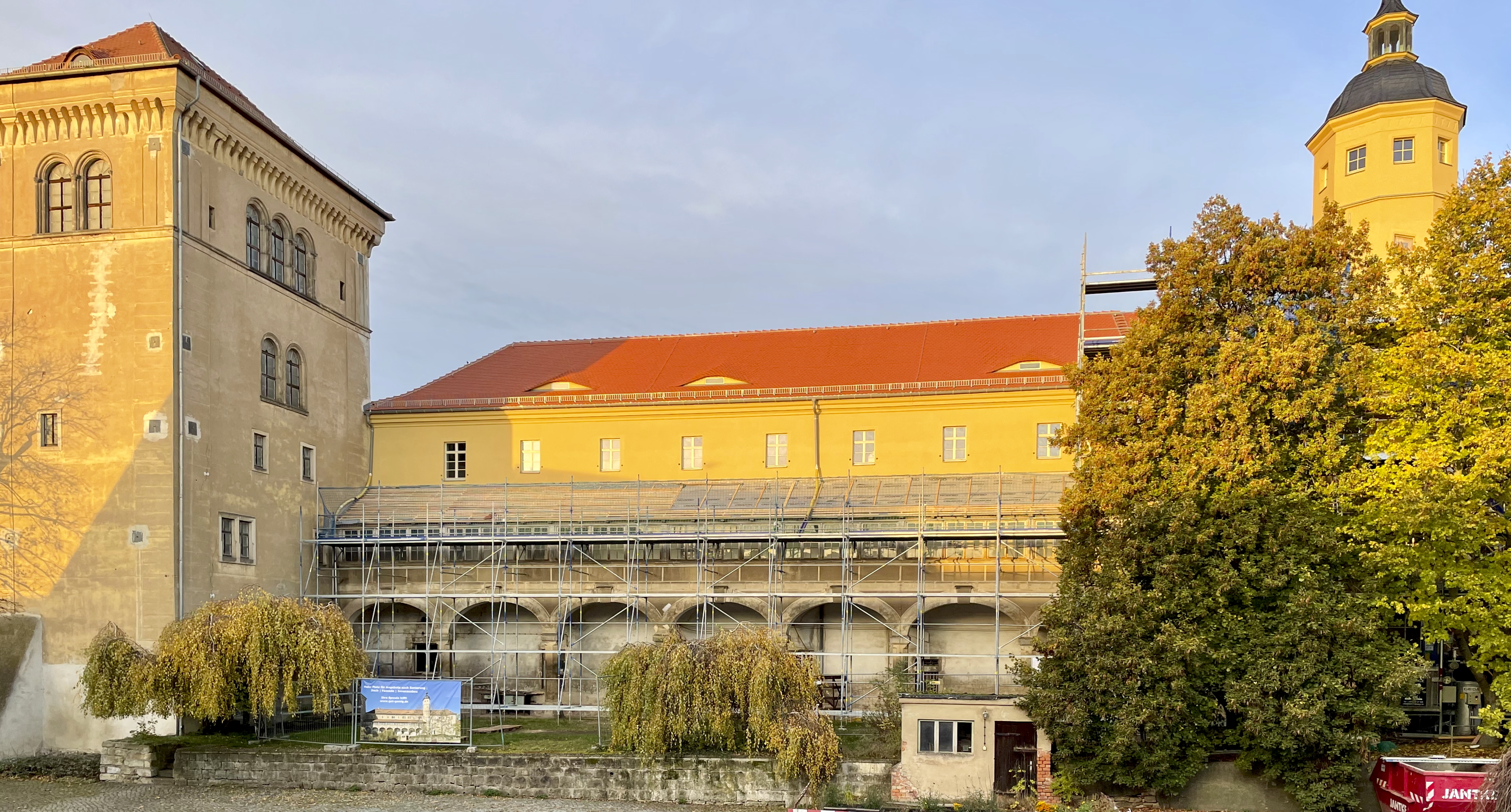
Schloss Gut Gamig – Hofseite 2023

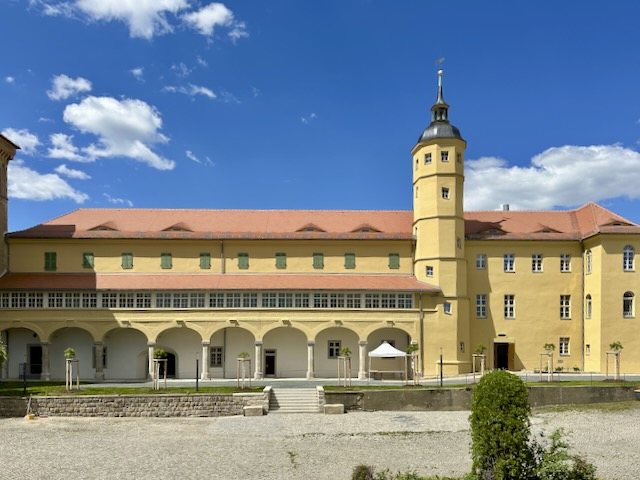

Seit 2023 wird das Schloss saniert. In einem ersten Bauabschnitt wurde das Hauptdach, das Dach über dem Rittergang und angrenzende Fassade sowie der Turm erneuert. 2024 folgten im 2. Bauabschnitt die restliche Fassade mit Erneuerung der Terrasse im Gartenbereich inklusive der Vertikal- und Horizontalabdichtung des Mauerwerks. Im Anschluss wurden die Außenanlagen erneuert. Die Sanierung wurde durch Mittel des Denkmalschutz-Sonderprogramms vom BKM, des Landesamts für Denkmalpflege Sachsen und Mitteln aus einer Tranche aus dem Vermögen der Parteien und Massenorganisationen der ehemaligen DDR (PMO-Vermögen) und vielen Spenden ermöglicht.
Am 1. Januar 1993 fusionierte die Gemeinde Gorknitz, zu der auch Gamig gehörte, mit Borthen und Röhrsdorf zur neuen Gemeinde Röhrsdorf. Seit deren Eingemeindung in die Stadt Dohna zum 1. Januar 1999 gehört Gamig zu Dohna. Außerdem gibt es im Gut das Renaissancehaus, einen Schafstall, die Kapelle sowie die sozialtherapeutische Wohnstätte „Haus an der Kapelle“.

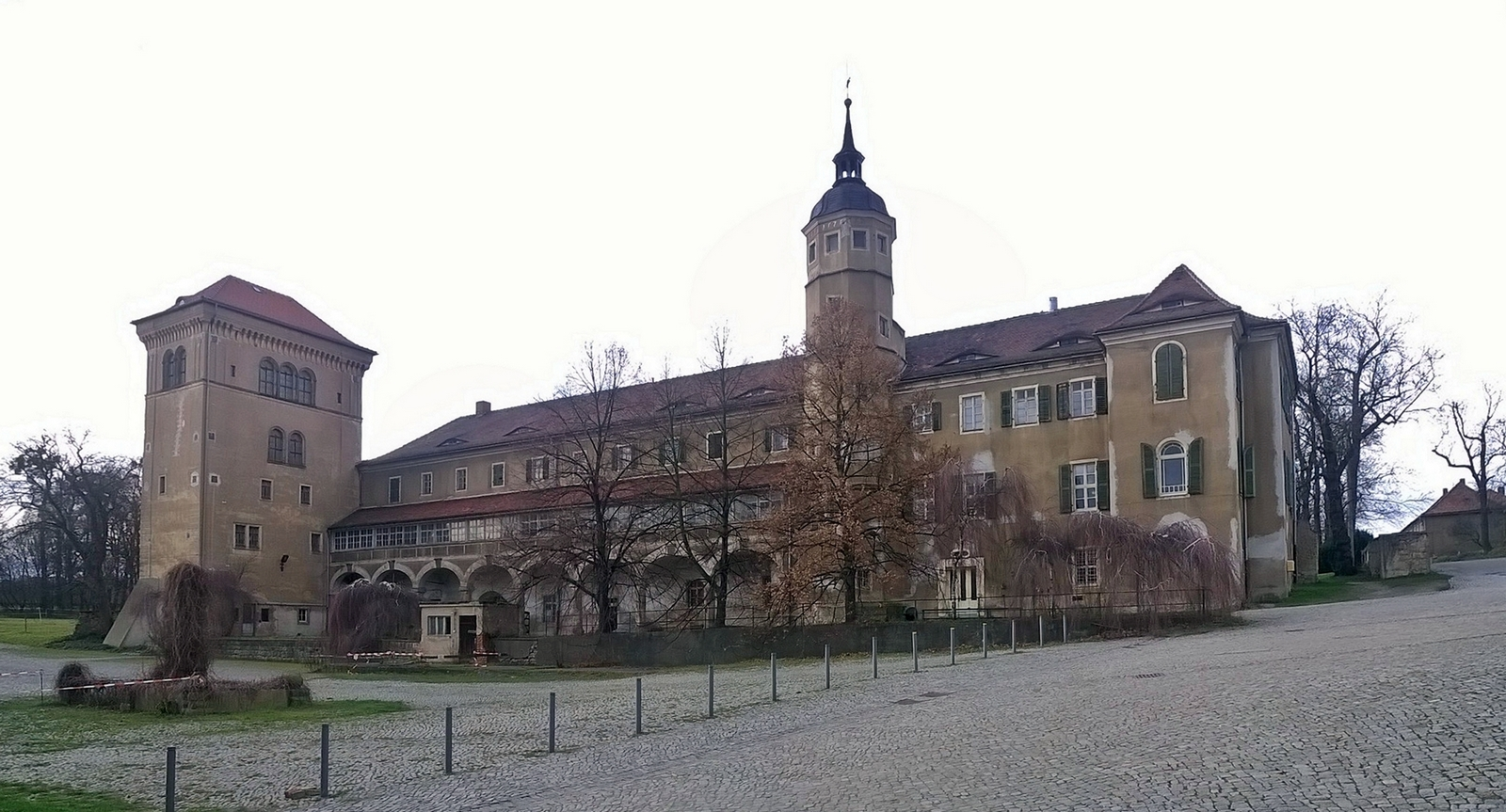
Hofansicht des Schlosses, des Hauptgebäudes von Gut Gamig
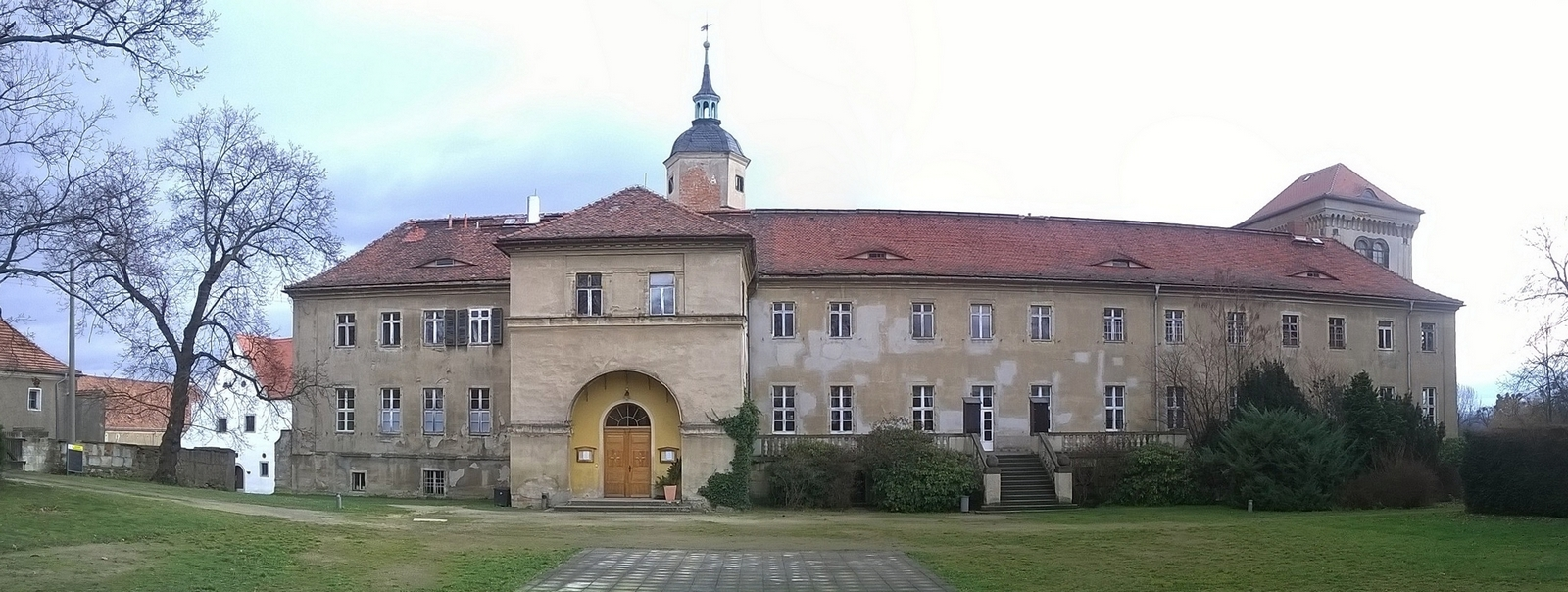
Parkansicht des Schlosses
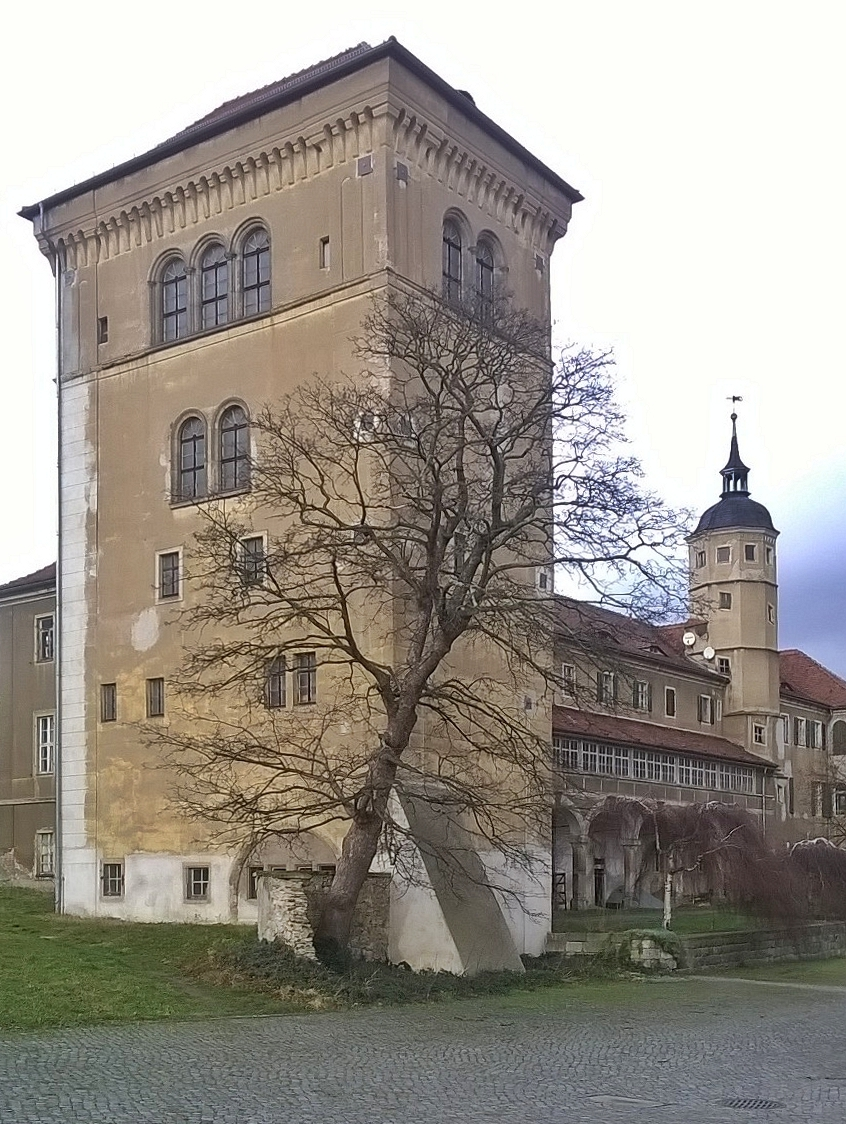
Blick auf den 1834 erbauten markanten Wohn- und Bibliotheksturm
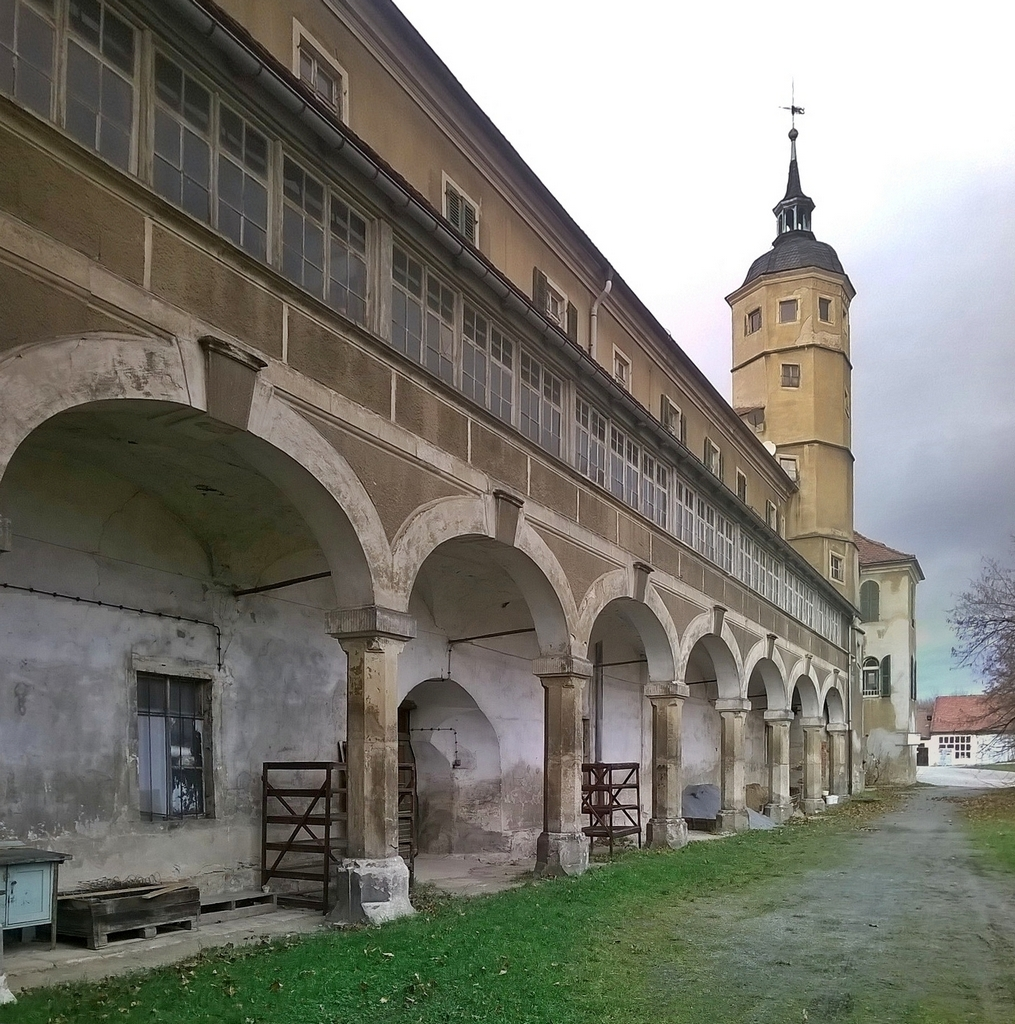
Blick auf die um 1860/70 am Schloss ergänzte Arkadenreihe
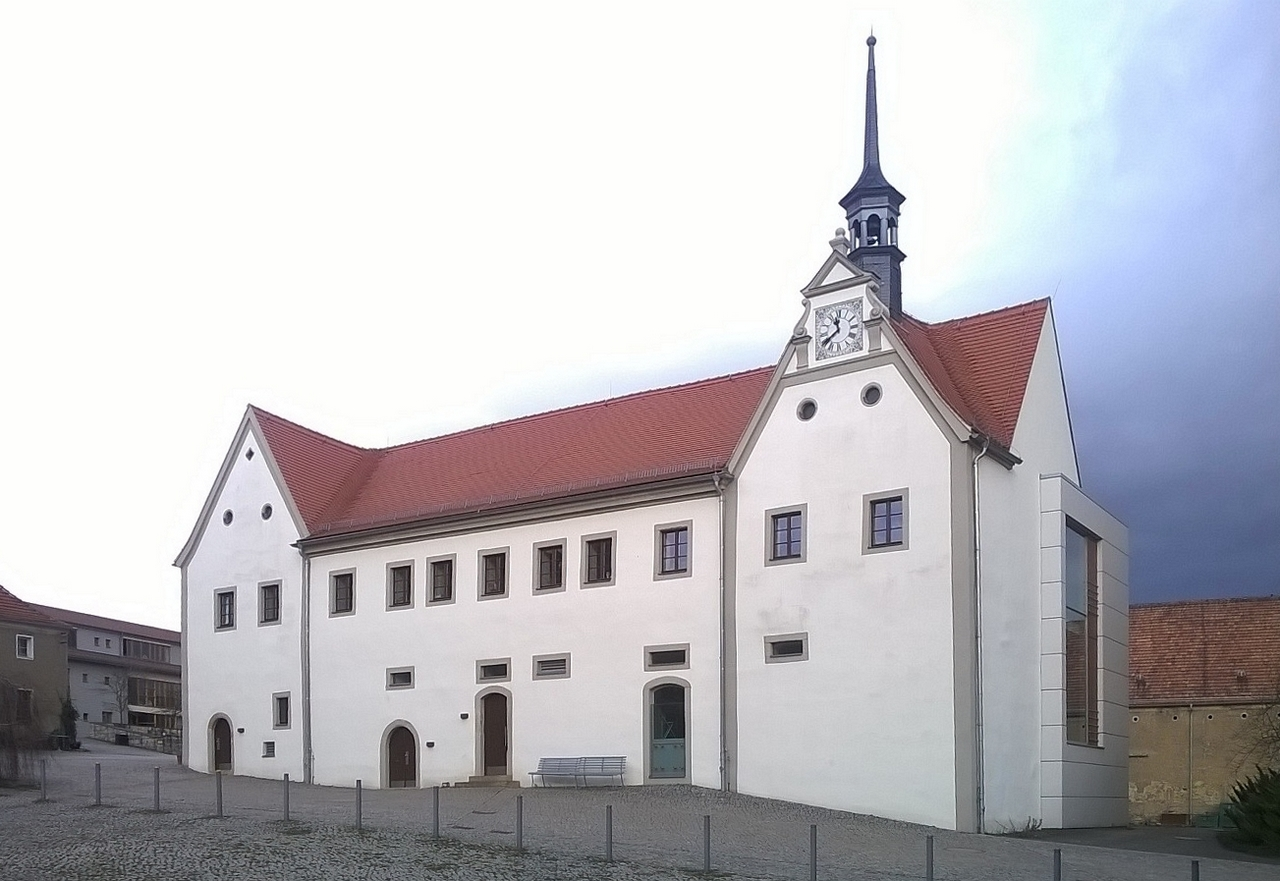
Blick auf das bereits sanierte Wohn- und Stallgebäude (erbaut 1570)
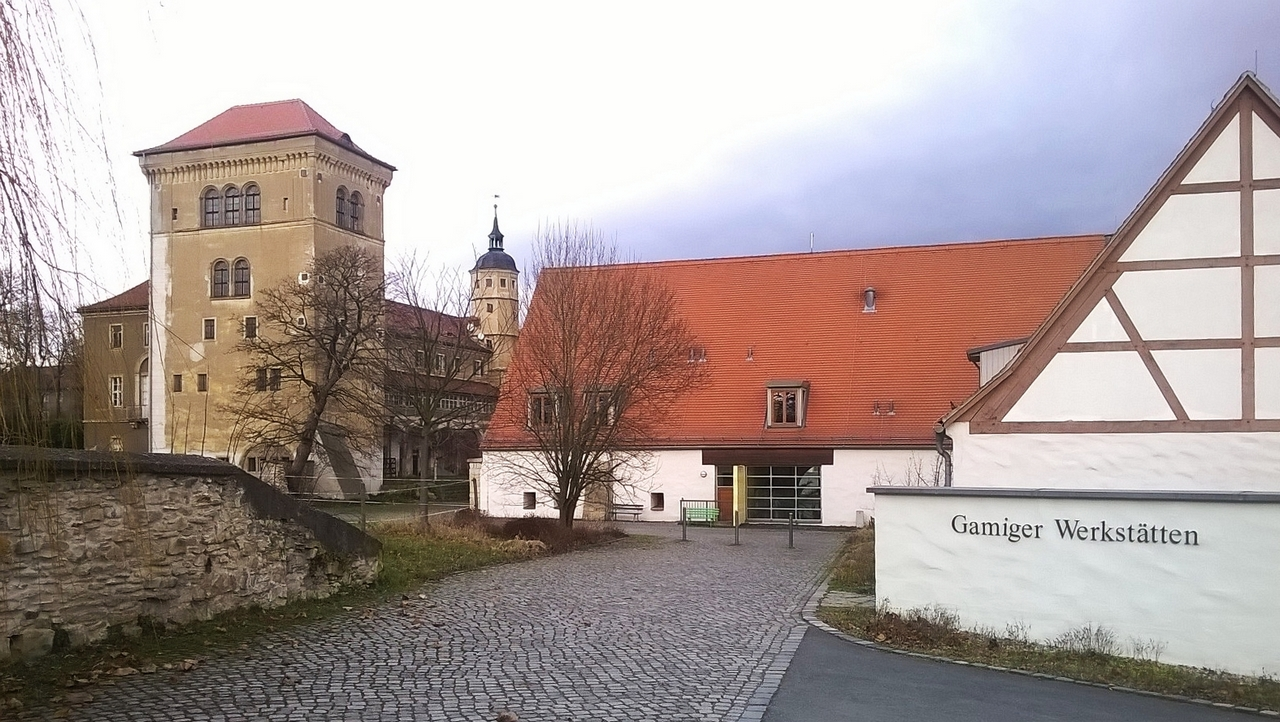
Blick auf Gut Gamig, die sanierten Gebäude im Vordergrund bilden den Kern der „Gamiger Werkstätten“
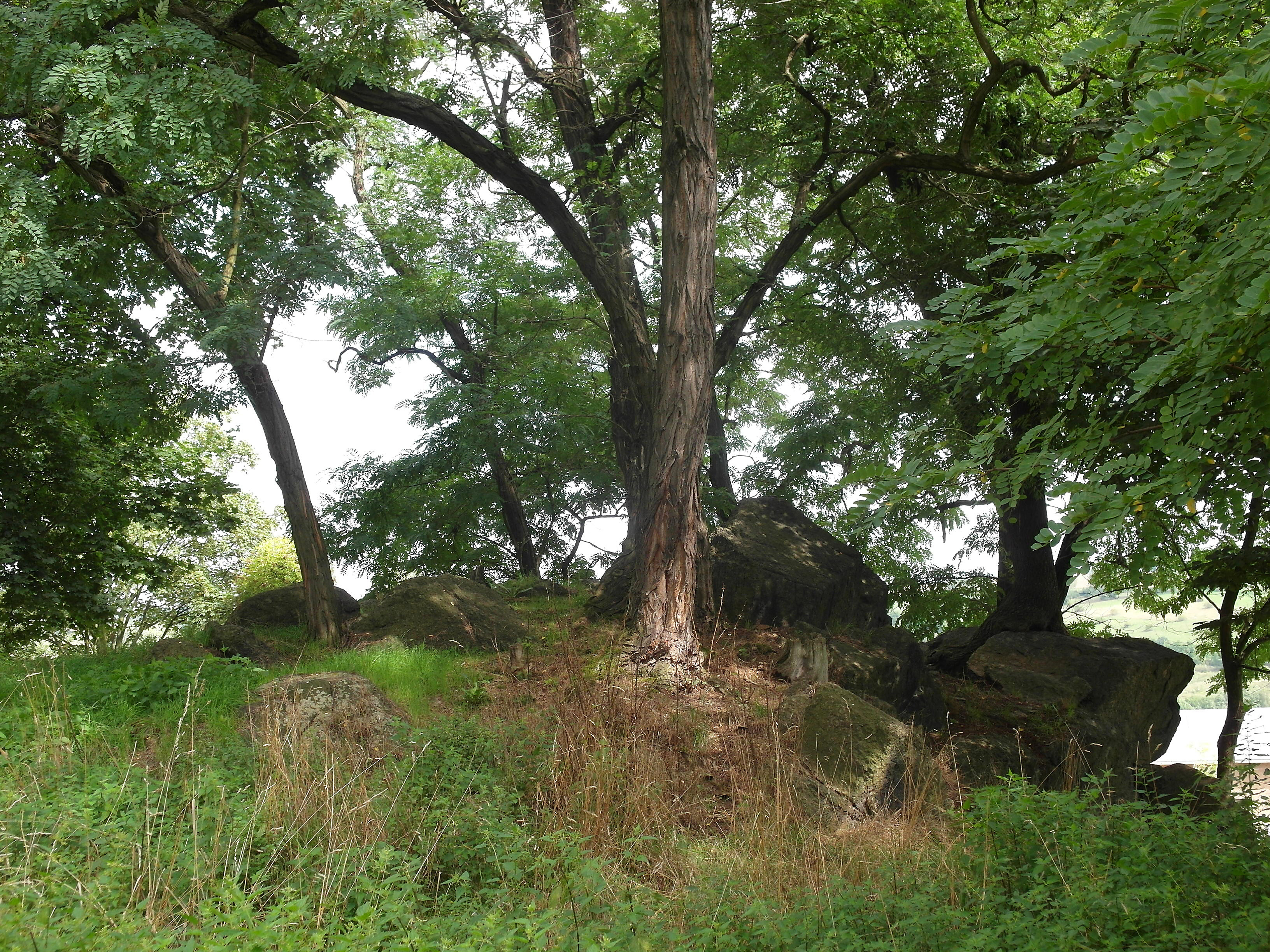
Kultplatz Steinhügel